# Język yeye
Język yeye (yeyi, ciyei, koba, kuba, shiyeyi, yeei, yei) – język z rodziny bantu, używany w Botswanie. W 1976 roku liczba mówiących wynosiła ok. 10 tys. Coraz więcej osób posługuje się nim także w Namibii. Yeye ma swój dialekt zwany shirwanga.